# 알렉산더 존슨 (농구 선수)

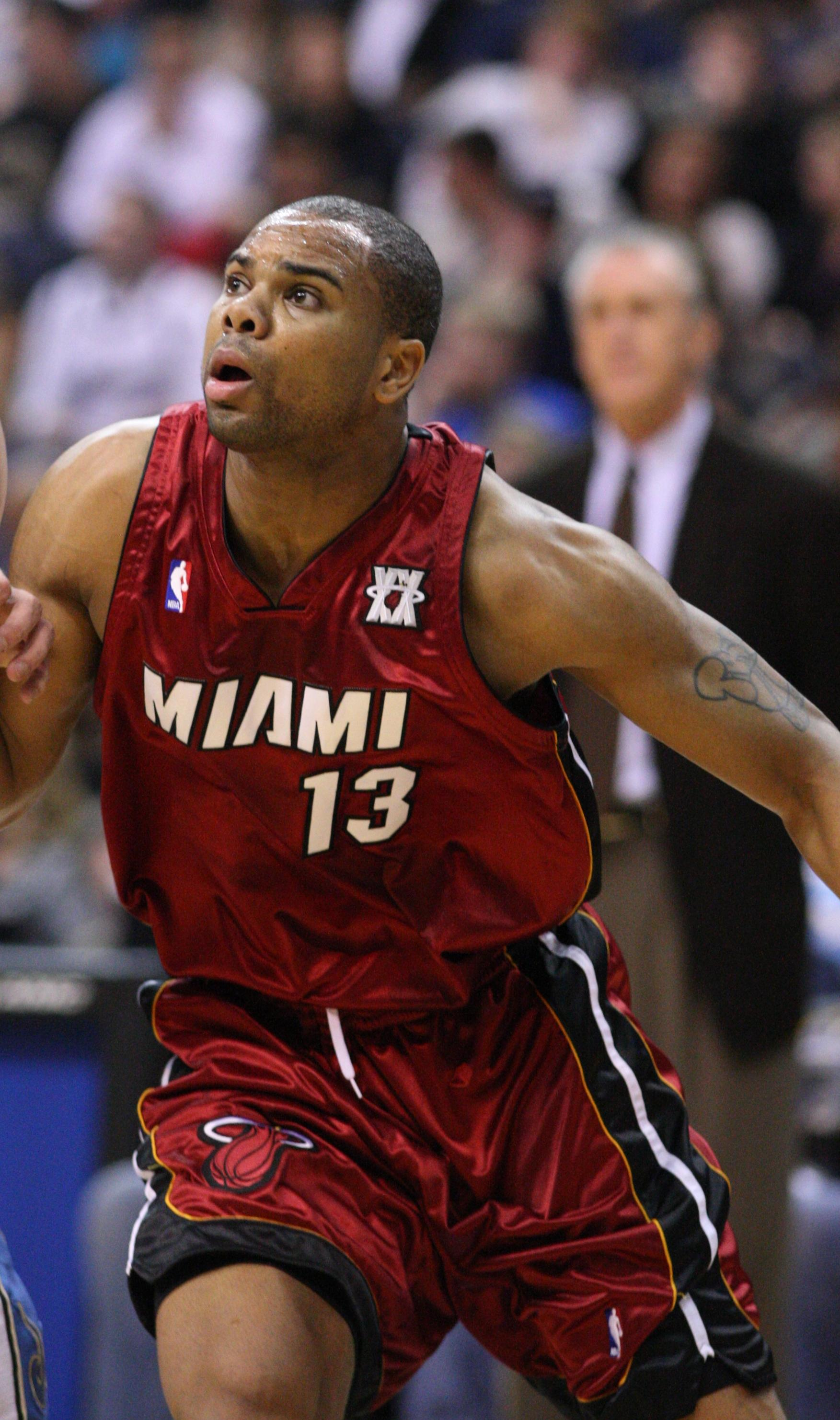

알렉산더 캔터렐 존슨(Alexander Canterell Johnson, 1983년 2월 8일 ~ )은 전미 농구 협회(NBA)에서 두 시즌을 뛰었던 전직 미국 프로 농구 선수이다. 파워 포워드 포지션을 맡았다. 존슨은 2006년 NBA 드래프트에서 전체 45순위로 인디애나 페이서스에 지명되기 전까지 플로리다 주립대에서 대학 농구 선수로 활약했다. NBA에서는 멤피스 그리즐리스와 마이애미 히트에서 뛰었다.

## 고등학교/대학 시절
존슨은 조지아 주 올버니에 있는 도허티 종합 고등학교에 다녔으며 대학에서는 플로리다 주립 대학에서 3시즌 동안 뛰었다. 40인치(1,000mm) 수직 도약을 갖춘 강인하고 운동능력이 뛰어난 인사이드 선수인 그는 자신의 마지막 시즌인 2005-06 시즌 동안 세미놀스에서 경기당 평균 13.2득점, 7.4리바운드, 1.0블록을 기록했다.

## NBA 경력
존슨은 주니어 시즌에 드래프트를 선언한 후 2006년 NBA 드래프트에서 인디애나 페이서스 전체 45순위로 지명되었다. 그의 드래프트 권리는 드래프트 당일 포틀랜드 트레일 블레이저스와 이후 멤피스 그리즐리스로 거래되었다. 2006-07 시즌 그리즐리스 소속으로 59경기에 출전해 경기당 평균 4.4득점과 3.1리바운드를 기록했다.
2007년 8월 24일 존슨은 마이애미 히트와 계약을 맺고 캠페인 기간 동안 마이애미에서 43경기(6선발)에 출전해 경기당 12.8분 동안 평균 4.2득점 2.2리바운드를 기록했다.
2008년 6월 23일 마이애미 히트는 존슨에 대한 면제를 요청했다고 발표했다. 두 달 후 그는 독일 밤베르크의 브로스 배스킷츠(Brose Baskets)와 계약을 맺었다.
존슨은 나중에 NBA D-리그의 수폴스 스카이포스에서 뛰었다.